# (25216) Enricobernardi
(25216) Enricobernardi (1998 TU1) – planetoida z grupy pasa głównego asteroid okrążająca Słońce w ciągu 4,15 lat w średniej odległości 2,58 j.a. Odkryta 10 października 1998 roku przez F. Castellani, I. Dal Prete.